# António Luiz Coimbra de Castro
António Luíz Coimbra de Castro (Recife, 16 de marzo de 1932 — Brasília, 13 de agosto de 2004) fue un general médico del ejército brasileño, gerente del programa nacional de defensa civil y escritor técnico.

## Biografía
Castro fue miembro de la Defensa Civil de Brasil y escribió la política nacional de Defensa Civil para este país, es el autor de varios artículos y libros relacionados con este tema y las obras están publicadas en varios países. Castro fue el director general del hospital central del ejército brasileño, localizado en Río de Janeiro y fue responsable de la expansión del mismo, fue también el director del servicio de Salud del ejército, aplicando varias reformas importantes en el servicio de sanidad militar.
Castro se ha destacado como militar, instructor, organizador y profesor de la Secretaría Nacional de Defensa Civil. Es el creador de cursos de formación y capacitación que Brasil ha puesto en marcha para difundir su doctrina y técnicas relacionadas con la defensa civil. El compromiso de proteger y defender a la población están registrados en la Política Nacional de Defensa Civil, libros, manuales y glosarios, síntesis de los conocimientos esenciales para los profesionales del día a día de la defensa civil.
En marzo de 2016, en reconocimiento a los excelentes servicios prestados al Ejército brasileño, el Comandante del Ejército de Brasil publicó el decreto número 285, conferindo al Batallón de Operaciones Especiales, sediado en la ciudad de Goiania, el nombre histórico de "Batallón general Antonio Luiz Coimbra de Castro.